# كتاب الطب لآولوس كورنيليوس سيلسوس

صورة لصفحة من الكتاب

كتاب الطب أو (باللاتينية: De Medicina) هو كتاب طبي كتبه الموسوعي الروماني آولوس كورنيليوس سيلسوس الذي لم يبدو أن مارس الطب (لكن غير مؤكد) في القرن الأول الميلادي. وهو الجزء الأكبر المتبقي من موسوعة أكبر يحتمل أنها احتوت على أقسام في الزراعة والعلوم العسكرية والخطب العامة والتشريع والفلسفة.
كان الكتاب معروفا خلال العصور الوسطى لكنه فقد حتى القرن الخامس عشر، وكان أول كتاب طبي يطلع في فلورنسا عام 1478.

## روابط خارجية
- كتاب De Medicina في LacusCurtius (النص اللاتيني الأصلي مع ترجمة إنكليزية)
- "De medicina". World Digital Library (باللاتينية). Archived from the original on 2018-05-02. Retrieved 2014-03-01.